# SDSS J1539+0239
SDSSJ153935.67+023909.8 (коротко SDSS J1539+0239) — звезда в созвездии Змея. Является на сегодня самой быстрой звездой нашей Галактики — она движется со скоростью 694+300
−221 км/с относительно галактического центра. Эта звезда уступает по массе Солнцу примерно в 1,47 раза. Она старше Солнца — принадлежит второму поколению звёзд по относительной концентрации элементов тяжелее гелия.
Её быстрая скорость и расстояние были измерены в рамках изучения скорости движения звёздного диска Млечного Пути, а также для вычисления массы его гало. До неё самой быстрой звездой считалась CS 22183−0014 (v=635±127 км/с).
Гал.долгота 8,9835° 

Гал.широта +42,9515° 

Расстояние 39 139,6 ± 7 501,68 св. лет